# Студенка (Медведевський район)
Студе́нка (рос. Студёнка, марій. Студёнка) — селище у складі Медведевського району Марій Ел, Росія. Входить до складу Сидоровського сільського поселення.

## Населення
Населення — 128 осіб (2010; 143 у 2002).
Національний склад (станом на 2002 рік):
- росіяни — 39 %
- марі — 32 %